# Zoot! (album Riverside)
Zoot! è un album di Zoot Sims, pubblicato dalla Riverside Records nel 1957. Il disco fu registrato il 13 e 18 dicembre 1956 al Reeves Sound Studios di New York City, New York (Stati Uniti).

## Tracce
Brani composti da George Handy, tranne dove indicati
Lato A
1. Why Cry? – 5:51
2. Echoes of You – 7:10
3. Swim, Jim – 7:06

Lato B
1. Here and Now – 4:52
2. Fools Rush In – 4:28 (Johnny Mercer, Rube Bloom)
3. Osmosis – 4:40 (Osie Johnson)
4. Taking a Chance on Love – 6:02 (John Latouche, Vernon Duke, Ted Fetter)

## Formazione
- Zoot Sims - sassofono tenore, sassofono alto
- Nick Travis - tromba
- George Handy - pianoforte, arrangiamenti
- Wilbur Ware - contrabbasso
- Osie Johnson - batteria[3]